# Vicenç Ferrer (músic)
Vicenç Ferrer, compositor i tèoric, va estudiar al Monestir de Montserrat, on va esdevenir monge l'any 1598. Posteriorment, va ser abat a Sant Miquel de Cuixà.
Va escriure un llibre: Nou mètode per a modular, en el qual es centra en la formació d'acords. Va compondre Hunc diem laeti, un himne per a quatre veus i orgue, conservat a l'arxiu musical del Reial Col·legi Seminari de Corpus Christi, a València.